# 夢碎大道
夢碎大道是年輕歲月第七張專輯《美國大白痴》第二首單曲，專輯於2004年9月21日發行，而單曲會於11月29日發行，被列為頭號的滾石的讀者選擇：十年名單單打在2009年和65號的十年列表的100家最佳歌曲在同一年。截至2010年，已在美國，被認證的鉑金2倍售出2084000張。單達到高峰，在美國排名第二，成為Green Day最成功的歌曲。這首歌是2000年-2009年十年間，全球銷售額超過500萬冊的第九大賣單。“夢碎大道”贏得了格萊美獎年度最佳唱片。

## 曲目
CD 1
1. "Boulevard of Broken Dreams"
2. "Letterbomb" (live)

CD 2
1. "Boulevard of Broken Dreams"
2. "American Idiot" (live)
3. "She's a Rebel" (live)